# Klavdija Točonova
Klavdija Aleksandrovna Točonova (rusko Клавдия Александровна Точёнова), ruska atletinja, * 16. november 1921, Kostonosovo, Sovjetska zveza, † 30. maj 2004.
Nastopila je na poletnih olimpijskih igrah leta 1952, ko je osvojila bronasto medaljo v suvanju krogle. 30. oktobra 1949 je postavila svetovni rekord v suvanju krogle s 14,86 m, ki je veljal eno leto.